# 餅原尚子
餅原 尚子（もちはら たかこ）は、日本の心理学者。学位は、文学修士。専門は臨床心理学、特にトラウマ (PTSD等の不安障害)、情緒障害、発達障害、精神障害、人格障害等に対する人間学的心理療法と臨床心理査定を研究する。鹿児島純心女子大学教授・心理臨床相談センター長（2019年現在）。

## 経歴
1984年3月、鹿児島県立甲南高等学校卒業。
1989年3月に鹿児島大学教育学部障害児教育学科・障害児心理学専攻卒業し、1991年3月に鹿児島大学大学院人文科学研究科文化基礎論（心理学）を修了する。1997年から鹿児島大学医療技術短期大学特別専攻科非常勤講師を務めた後、2003年4月に鹿児島純心女子大学国際人間学部および大学院人間科学研究科助教授（准教授）に着任し、2010年4月に教授に昇任。
2019年4月、所属する国際人間学部の再編により鹿児島純心女子大学人間教育学部および大学院人間科学研究科教授となる。

## 所属学会
2015年～2019年時点
- 日本心理学会
- 日本心理臨床学会
- 日本児童青年精神医学会
- 日本ロールシャッハ学会
- 日本人間性心理学会
- 日本トラウマティック・ストレス学会
- 九州学校保健学会